# Sferisterio Edmondo De Amicis (Torino)
Lo sferisterio Edmondo De Amicis chiamato sferisterio Eda era uno sferisterio situato a Torino in via Giovanni Francesco Napione 34, in zona Vanchiglia.

## Storia
Dopo che le prime partite di pallacorda furono giocate nel XVIII secolo nella zona di Porta Palatina, a partire dalla metà del XIX secolo le partite si spostarono nella mezzaluna della Cittadella, dove oggi sorge la chiesa di Santa Barbara.
Nel 1895 venne inaugurato lo  sferisterio di via Napione per i giochi di pallone col bracciale e pallapugno; nel 1920 venne dedicato allo scrittore imperiese che era un appassionato di tali giochi. Nel 1966 chiude il famoso sferisterio e l'anno dopo viene demolito e al suo posto venne costruito un palazzo, quindi finì un'epoca per questi giochi.